# Полднево (Челябинская область)
Полднево — село в Каслинском районе Челябинской области России. Входит в состав Багарякского сельского поселения. 

## Географическое положение
Село Полднево находится на берегах реки Багаряк, примерно в 60 км к северо-востоку от районного центра, города Касли, на высоте 174 метров над уровнем моря. Климат умеренный, почва чернозёмная.

## История села
Поселение получило своё название от урочища «Полднево». В начале XX века жители села занимались земледелием.
В 1962 г. в состав села была включена деревня Королёва.

## Богоявленская церковь
В 1874 году был построен деревянный храм, который был освящён во имя Богоявления Господня, затем оштукатурен снаружи и внутри. В 1876—1879 годах приход был прикрываем Пермскою Духовною Консисторией за неуплату священнику и псаломщику жалования от прихожан. В начале XX века притч состоял из двух деревянных дома для священника и псаломщика.

## Школа
В 1900 году при церкви уже была организована церковно-приходская школа.

## Население
| 2002 | 2010 |
| ---- | ---- |
| 263  | ↘176 |

По данным Всероссийской переписи, в 2010 году численность населения села составляла 176 человек (74 мужчины и 102 женщины).

## Улицы
Уличная сеть села состоит из 8 улиц.